# Dumitru Glodeanu
Dumitru Glodeanu (n. 28 martie 1868 – d. secolul al XX-lea) a fost unul dintre ofițerii Armatei României, care a exercitat comanda unor unități militare, pe timp de război, în perioada Primului Război Mondial și operațiilor militare postbelice.
A îndeplinit funcții de comandant de regiment și de brigadă în campaniile din anii 1916-1919.

## Cariera militară
După absolvirea școlii militare de ofițeri cu gradul de sublocotenent, Dumitru Glodeanu a ocupat diferite poziții în cadrul unităților de artilerie sau în eșaloanele superioare ale armatei. În 1915 el era la comanda din gradul de locotentent-colonel comandantul Regimentului 23 Artilerie.
În perioada Primului Război Mondial a îndeplinit funcțiile de comandant al Regimentului 23 Artilerie și a condus Brigada 13 Artilerie. În 1918 pe timp de pace, Dumitru Glodeanu din gradul de general de brigadă este numit comandat la Școala de tragere a artileriei. 
A comandat Divizia 21 din funcția de general în operațiunile militare desfășurate în 1919.  

## Decorații
- Ordinul „Coroana României”,clasa a V-a  (1910)
- Ordinul „Steaua României”, în timp de pace , clasa a V-a 1913).[5]